# Volk's Electric Railway
La Volk's Electric Railway (VER) è la ferrovia elettrica più antica del mondo ancora in funzione e si trova a Brighton, nel Regno Unito. La prima ferrovia elettrica del mondo, tuttavia,  nacque a Lichterfelde nel 1881, ma attualmente non è più operativa e non è più aperta al pubblico, se non in eventi speciali.
La VER è composta da stretti binari che percorrono tutto il lungomare dal Brighton Pier fino a Brighton Marina, fornendo così, un mezzo storico per far visitare la città ai turisti.
È stata costruita da Magnus Volk; la prima parte fu completata nell'agosto del 1883.